# Xã West Vincent, Quận Chester, Pennsylvania
Xã West Vincent (tiếng Anh: West Vincent Township) là một xã thuộc quận Chester, tiểu bang Pennsylvania, Hoa Kỳ. Năm 2010, dân số của xã này là 4.567 người.